# Oblivion (canção de Grimes)
"Oblivion" é uma canção da cantora canadense Grimes, lançada em 27 de março de 2012 como o segundo single de seu terceiro álbum de estúdio, Visions (2012). A música é um dos lançamentos de maior sucesso de Grimes e foi classificada na posição 38 na votação Triple J Hottest 100 de 2012 da estação de música alternativa australiana Triple J. Foi eleita a melhor música de 2012 pela Pitchfork, que em 2019 também a nomeou a segunda melhor música da década. Ficou na posição 229 na lista das 500 Melhores Músicas de Todos os Tempos da revista NME. De mais de 35 veículos, o agregador de crítica global, Acclaimed Music, passou a classificar "Oblivion" como a 2ª melhor música da década de 2010.

## Vídeo musical
O videoclipe foi co-dirigido por Grimes e Emily Kai Bock, com um "orçamento apertado". Apresenta Grimes, em um casaco preto e seu característico cabelo rosa, com fones de ouvido em uma partida esportiva com uma multidão majoritariamente masculina. Foi filmado em Montreal no Estádio Olímpico e no Estádio Molson da Universidade McGill, durante um jogo de futebol e um evento de supercross. O vídeo estreou em 2 de março de 2012 e mostra Grimes entre garotos de fraternidade sem camisa, bem como em um vestiário masculino cercado por atletas de musculação. "A arte me dá uma saída onde posso ser agressiva em um mundo onde normalmente não posso ser, e parte disso foi afirmar esse poder feminino abstrato nessas arenas dominadas por homens—o vídeo é de uma forma sobre objetificar homens. Não de uma forma desrespeitosa, porém", explicou Grimes. Além disso, parte do videoclipe ocorreu em uma loja de conveniência.
Em entrevista à Spin, ela revelou que a música é sobre "entrar nesse mundo masculino que está associado à agressão sexual, mas apresentado como algo realmente acolhedor e agradável. A música é meio que sobre ser—Eu fui agredida e tive um tempo muito difícil em me envolver em qualquer tipo de relacionamento com homens, porque eu estava tão aterrorizada com homens por um tempo."

## Faixas e formatos
Single promocional do Reino Unido em CD-R
1. "Oblivion (Radio Edit)" – 3:10
2. "Oblivion (Album Version)" – 4:11

## Desempenho nas paradas musicais
| Parada (2012)                              | Melhor posição |
| ------------------------------------------ | -------------- |
| Irlanda (IRMA)                             | 92             |
| México (Mexico Ingles Airplay – Billboard) | 39             |

## Certificações
| Região                                                        | Certificação | Unidades/Vendas certificadas |
| ------------------------------------------------------------- | ------------ | ---------------------------- |
| Estados Unidos (RIAA)                                         | Ouro         | 500.000‡                     |
| ‡números de vendas+streaming baseados apenas na certificação. |              |                              |

## Uso na mídia
- A canção foi usada no curta-metragem The Everything dirigido por Humberto Leon, co-diretor criativo da Kenzo.
- A canção foi usada em um episódio da série da BBC, Silent Witness.[17]
- A canção foi usada no filme de 2019, Bons Meninos.
- A canção foi usada em um episódio da segunda temporada da série da Netflix, Baby.
- A canção foi usada na série da BBC/HBO, I May Destroy You.
- A canção foi usada na trilha sonora da novela da TV Globo, Verdades Secretas II.